# Eddie McCreadie
Edward Graham „Eddie“ McCreadie (* 15. April 1940 in Glasgow) ist ein ehemaliger schottischer Fußballspieler und Fußballtrainer.

## Karriere

### Spielerkarriere
McCreadie begann seien Spielerkarriere bei Drumchapel und Clydebank Juniors, bevor er 1959 zu East Stirling kam. 1962 unterschrieb der Schotte einen Vertrag beim FC Chelsea. McCreadie wurde mit dem FC Chelsea 1965 englischer League-Cup-Sieger, wobei er das entscheidende Tor zum Pokaltriumph erzielte. 1970 kam eine weitere Trophäe dazu. Der Schotte gewann mit den Blues den englischen Pokal. Das Jahr darauf gewann Chelsea mit McCreadie den europäischen Pokalsiegerwettbewerb. International spielte er 23 Mal für die schottische Fußballnationalmannschaft. 

### Trainerkarriere
Nach seinem Karriereende als Spieler 1973 wurde er 1975 Trainer von seinem Klub als Spieler FC Chelsea. Nach seiner Entlassung 1977 ging der Schotte nach Amerika um die beiden Klubs Memphis Rogues und Cleveland Force zu trainieren.

### Erfolge
alle als Spieler
- englischer League-Cup-Sieger 1965 mit dem FC Chelsea
- englischer Pokalsieger 1970 mit dem FC Chelsea
- europäischer Sieger des Pokalsiegerwettbewerbs mit dem FC Chelsea 1971

| Personendaten    | Personendaten                            |
| ---------------- | ---------------------------------------- |
| NAME             | McCreadie, Eddie                         |
| ALTERNATIVNAMEN  | McCreadie, Edward Graham                 |
| KURZBESCHREIBUNG | schottischer Fußballspieler und -trainer |
| GEBURTSDATUM     | 15. April 1940                           |
| GEBURTSORT       | Glasgow                                  |